# 연애 서큘레이션
연애 서큘레이션(恋爱サーキュレーション)은 2009년 일본 애니메이션 TV 시리즈 이야기 시리즈의 첫 번째 책 괴물 이야기를 애니메이션화한 작품의 수록곡으로, 하나자와 카나가 자신이 목소리 연기를 맡은 등장인물 센고쿠 나데코로서 불렀다. 고사키 사토루가 작곡하고 Meg Rock이 작사한 "연애 서큘레이션"은 나데코의 캐릭터송이자 괴물 이야기 10화의 오프닝 테마곡으로 사용되었으며, "나데코 스네이크" 스토리 아크를 대표하기 위해 2009년 9월 11일에 처음 방송되었다.
"연애 서큘레이션"은 2010년 1월 27일에 디지털 서비스와 괴물 이야기 DVD 및 블루레이 홈 릴리스 4권의 한정판 CD 보너스로 발매되었다. 이후 더 넓은 물리적 발매가 이루어졌으며, 2011년 12월 21일에 시리즈 사운드트랙 음반인 "化物語 音楽全集Songs&Soundtracks"에 수록되었다.
"연애 서큘레이션"은 "귀여운" 멜로디와 하나자와의 보컬로 호평을 받았다. "연애 서큘레이션" 발매 이후, 2010년에는 니코니코 동화에서 오리지널 안무의 커버댄스와 노래 매시업 트렌드를 이끌었다. 2010년대 후반에는 이 노래의 인기가 전 세계적으로 다시 부상했으며, 이번에는 틱톡을 통해 이루어졌다.

## 배경 및 발매

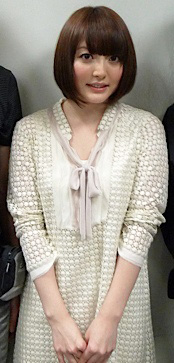
성우 하나자와 카나 (2010년 사진)가 센고쿠 나데코 역을 맡아 "연애 서큘레이션"을 불렀다.

"연애 서큘레이션"은 2009년 애니메이션 시리즈 괴물 이야기(니시오 이신의 이야기 시리즈 첫 번째 책을 애니메이션화한 작품)의 수록곡으로, 등장인물 센고쿠 나데코의 캐릭터송 역할을 한다. 이 곡은 "나데코 스네이크 2부"라는 부제가 붙은 10화의 오프닝 테마곡으로 처음 등장했으며, 2009년 9월 11일 도쿄 MX에서 처음 방영되었다. 나데코를 주요 인물로 다루는 "나데코 스네이크" 스토리 아크와 일치한다. 보컬은 나데코의 성우, 하나자와 카나가 맡았다.
"연애 서큘레이션"은 괴물 이야기 블루레이 및 DVD 한정판 홈 릴리스 4권에 CD 보너스로 한정판 물리적 발매가 이루어졌다. 홈 릴리스는 원래 2009년 12월 29일에 발매될 예정이었으나, 2010년 1월 27일에 최종적으로 발매될 때까지 연기되었다. "연애 서큘레이션"은 같은 날 디지털 서비스로도 발매되었다. 2011년 12월 21일, "연애 서큘레이션"은 사운드트랙 음반 Bakemonogatari Ongaku Zenshū Songs & Soundtracks에 더 넓은 물리적 발매가 이루어졌다.

## 작곡 및 작사
"연애 서큘레이션"은 고사키 사토루가 작곡하고 Meg Rock이 작사했다. 고사키는 시부야계 음악과 일본 힙합 아티스트 카세키 사이다에게 영감을 받아 하나자와가 부드럽게 랩하는 것을 특징으로 하는 것이 흥미로울 것이라고 생각했다. 하나자와의 노래 "멜로디"와 유사하게, "연애 서큘레이션"은 "펑키한 멜로디"에 대비되는 랩 요소가 있는 서사에 초점을 맞추고 있다. J-Cast는 이 노래를 하나자와의 보컬을 활용하는 "경쾌한 팝 멜로디"라고 설명했다. 애니메 뉴스 네트워크는 이 노래를 나데코의 "갈등과 캐릭터"를 드러내는 "별빛 눈의 러브송"이라고 설명했다. Kai-You는 가사가 이야기 시리즈의 주인공인 아라라기 코요미에 대한 나데코의 감정을 묘사하며, 하나자와가 가벼운 브라스 세션, 단음 기타, 글록켄슈필에 대비되는 "맑고 속삭이는 보컬"로 나데코의 "소녀 마음"을 표현한다고 설명했다. 코러스는 일본어 의성어 fuwa-fuwari(ふわふわり)로 시작하며, 이는 "폭신한"을 의미하며 "귀엽고 경쾌하거나 실체가 없는 것"을 묘사하는 데 사용된다. 이 노래는 또한 "시"를 빼고, 아니, 죽을 각오로 하겠어!라는 가사에 나데코의 이름과 야마토 나데시코에 대한 말장난을 포함하고 있다.
"연애 서큘레이션" 발매 이후 나데코의 후속 캐릭터송들은 이전 곡을 언급했다. "망상 익스프레스"는 2013년 애니메이션 시리즈 이야기 시리즈 세컨드 시즌을 위해 발매되었으며, 이는 오토리모노가타리를 각색한 것으로 "나데코 메두사" 스토리 아크의 오프닝 테마곡으로 사용되었다. 이 노래는 아라라기 코요미에 대한 짝사랑으로 인한 나데코의 광기로의 추락을 묘사했으며 "연애 서큘레이션"에 대한 응답으로 여겨졌다. 2024년 애니메이션 나데모노가타리 각색을 위해 발매된 나데코와 오노노키 요츠기(하야미 사오리 목소리 연기)의 듀엣곡 "캐러멜 리본 커스터드"도 랩 구절로 제시되며, 가사는 나데코가 "연애 서큘레이션"과 "망상 익스프레스"에서 과거의 자신과 마주하는 내용을 담고 있다.

## 평가
패미통은 "연애 서큘레이션"이 나데코의 귀여운 이미지에 "완벽하게" 어울린다고 평했다. 그들은 또한 하나자와의 노래 목소리가 "가볍고" "귀여워서" "매력적"이라고 설명했다. 애니메 뉴스 네트워크는 이 노래를 "끝내주게 귀엽다"고 묘사하며 나데코를 "귀엽고 극적으로 공허한" 인물로 만들며 그녀를 전형적인 모에 캐릭터로 만든다고 말했다. Kai You는 노래의 랩은 힙합 노래에 비해 능숙하지 않지만, 나데코의 서투른 캐릭터를 묘사하는 방식으로 노래를 "귀엽게" 만드는 데 도움이 되었다고 밝혔다. 2019년, "연애 서큘레이션"은 2000년부터 2009년까지 10년간의 헤이세이 아니송 그랑프리에서 캐릭터송 상을 수상했다.

## 라이브 공연
2015년, 하나자와는 "Live 2015 Blue Avenue" 콘서트 투어에서 "연애 서큘레이션"을 앙코르 곡으로 공연했다. "연애 서큘레이션"이 중국에서 틱톡을 통해 바이럴된 후, 하나자와는 2019년 베이징에서 열린 BTV 유니버설 새해 전야 눈과 얼음 노래 축제에 특별 게스트로 초청되어 이 노래를 공연했다. 이후 2019년 상하이 콘서트에서도 이 노래를 다시 공연했다. 5월에는 이야기 애니메이션 각색 10주년을 기념하는 토크 이벤트인 이야기 Fes: 10th Anniversary Story에서 이 노래를 공연했다.
2022년, 하나자와는 "Live 2022 Blossom" 콘서트 투어에서 "연애 서큘레이션"을 공연했다. 또한 애니멜로 서머 라이브 2022에서도 이 노래를 공연했다. 10월에는 올 나이트 닛폰 55주년 기념 행사 Dream Entertainment Live에서 이 노래를 공연했다. 2023년에는 텐센트 뮤직 엔터테인먼트 어워드에서 다른 애니메이션 노래들과 함께 메들리로 이 노래를 공연했다.

## 문화적 영향
노래가 처음 발매된 후 2010년에 "연애 서큘레이션"은 애니메이션 팬들 사이에서 인기를 얻었으며, 오리지널 안무의 커버댄스와 니코니코 동화에서의 노래 매시업에 영감을 주었다. 나데코는 애니메이션 상품 판매점 토라노아나가 실시한 괴물 이야기 캐릭터 인기 투표에서 1위를 차지했으며, 일부 투표자들은 "연애 서큘레이션"을 그 이유로 들었다. 2022년, 하나자와는 "연애 서큘레이션"의 성공이 캐릭터송 및 가수 활동 제안을 더 많이 받게 된 계기가 되었다고 밝혔다. 그녀는 또한 이 노래가 자신의 "목소리를 알아가는 데" 도움이 되었다고 말했다.
2018년, "연애 서큘레이션"은 중국에서 틱톡을 통해 바이럴되었다. 2019년 12월 18일, 중국 전자 회사 샤오미는 CEO 레이쥔의 처리된 음성 클립을 사용하여 3분기 재무 보고서에 대한 노래 영상 패러디 버전을 빌리빌리에 게시했다. 2021년, "연애 서큘레이션"은 2012년 미국 가수 Lizz Robinett의 영어 커버 버전을 통해 틱톡에서 아시아 외부로도 확산되었다. Robinett의 버전은 앱에서 커버댄스에 영감을 주었고 인터넷 밈이 되었다. 그녀의 노래 버전은 이 노래에 익숙하지 않았던 일본 사용자들에게도 인기를 얻었다. Natalie는 "연애 서큘레이션"을 J-pop 노래가 세계적인 청중을 확보한 사례로 설명했다.
폴카닷 스팅레이의 노래 "Tokyo Mauve"는 하나자와에게 영감을 받아 작곡되었으며, "연애 서큘레이션"과 유사한 구성이다. 2022년, "연애 서큘레이션"은 NHK 교육 텔레비전의 육아 프로그램 Sukusuku Ko Sodate의 엔딩 테마곡으로 사용되었다.

### 커버 버전
2010년, 일본 가수 Mai Kotone는 인기 애니메이션 노래 커버를 수록한 컴필레이션 음반 Anime Dance Best Gig에 이 노래의 커버 버전을 녹음했다. Kotone은 2014년 24번째 생일 기념 콘서트에서도 이 노래를 공연했다. 2012년, 미국 가수 Lizz Robinett은 영어 커버를 녹음했으며, 이후 틱톡에서 아시아 외부로 확산되었다. Robinett의 버전은 2021년 3월 22일 주 빌보드 재팬 틱톡 주간 탑 20에서 1위를 차지했다. 2013년, 일본 가수 야나기나기는 앨범 Euaru의 초판 보너스로 이 노래의 커버 버전을 녹음했다. 2020년, 중국어 커버 버전이 녹음되었고 Youth With You라는 리얼리티 경쟁 프로그램에서 공연되었다. 2022년, 시라기쿠 호타루(아마노 사토미 목소리 연기)가 부른 커버 버전이 모바일 게임 신데렐라 걸즈 스타라이트 스테이지에서 플레이 가능한 곡으로 제공되었다. The Resonanz 어린이 합창단은 자카르타 콘서트 오케스트라와 함께 애니메이션 심포니 콘서트에서 이 노래를 라이브로 공연했다.